# Róbert Mak
Róbert Mak est un footballeur international slovaque, né le 8 mars 1991 à Bratislava en Slovaquie. Il évolue comme ailier au Slovan Bratislava.

## Biographie
Róbert Mak commence le football à l'âge de sept ans au Slovan Bratislava, puis intègre l'académie du club anglais de Manchester City à l'âge de 12 ans en compagnie d'autres joueurs slovaques comme Vladimír Weiss et Filip Mentel.
N'arrivant pas à s'imposer en Angleterre, il est transféré le 11 juin 2010 au FC Nuremberg, club allemand promu en Bundesliga, pour un montant de 225 000 € et un contrat de trois ans.
Le 30 mars 2020, il résilie son contrat le liant à Konyaspor d'un commun accord, en raison de son souhait de rentrer au près de sa famille durant la pandémie de coronavirus.

## Palmarès
- PAOK Salonique
  - Vainqueur de la Coupe de Grèce en 2018

- Zénith Saint-Pétersbourg
  - Champion de Russie en 2019
  - Finaliste de la Supercoupe de Russie en 2019

- Ferencváros TC
  - Champion de Hongrie en 2021